# Eleccions legislatives franceses de 2007 a Iparralde
Les eleccions legislatives franceses de 2007 per renovar la composició de l'Assemblea Nacional es van celebrar entre els dies 10 i 17 de juny de 2007. Les dues dates corresponen a la primera volta per escollir els i les candidates (diumenge 10 de juny) i la segona volta (diumenge 17 de juny). Iparralde no és reconegut administrativament i, per tant, no compta amb circumscripcions electorals pròpies, són circumscripcions que parteixen del departament (els Pirineus Atlàntics). Així, els municipis s'engloben en la 4a, la 5a i la 6a circumscripció legislativa dels Pirineus Atlàntics. Als tres territoris històrics bascos que formen part l'Estat francès els resultats foren els següents:

## Lapurdi
Primera volta (10 de juny)
La participació va ser del 61,69% i es van registrar un 1,34% de vots blancs i nuls.
| Candidat/a                                                                  | Partit/s            | Vots   | Percentatge |
| --------------------------------------------------------------------------- | ------------------- | ------ | ----------- |
| Hervé Lucbreilh (4ª), Jean Grenet (5ª) i Michèle Alliot-Marie (6ª)          | UMP                 | 49.673 | 46,22       |
| Jean-Pierre Domecq (4ª), Jean Espilondo (5ª) i Sylviane Alaux (6ª)          | PS                  | 25.259 | 23,50       |
| Jean Lassalle (4ª), Marie-Hélène Chabaud-Nadin (5ª) i Roland Machenaud (6ª) | UDF-MoDem           | 10.878 | 10,12       |
| Marie-Léonie Aguergaray (4ª), Miguel Torre (5ª) i Beñat Elizondo (6ª)       | EHBai               | 7.583  | 7,05        |
| Jenofa Cuisset (4ª), Martine Bisauta (5ª) i Marie Felices (6ª)              | Les Verts           | 2.949  | 2,74        |
| Louis Labadot (4ª), Marie-José Espiaube (5ª) i Pierre Batby (6ª)            | PCF                 | 2.889  | 2,69        |
| Jean Haïra (4ª), Martine Mailfert (5ª) i Christine Labrousse (6ª)           | LCR                 | 2.371  | 2,21        |
| Hélène Barbace (4ª), Chantal Renou (5ª) i Henri Chevrat (6ª)                | FN                  | 2.322  | 2,16        |
| Bernard Sicre (4ª), Guy Eneco (5ª) i Pascale Pierret (6ª)                   | CPNT                | 1.425  | 1,33        |
| Michel Aguilera (6ª)                                                        | Le Trèfle           | 714    | 0,66        |
| Jean-Marie Puyau (4ª), Gildas Blandin (5ª) i Jacqueline Desoutter (6ª)      | La France en action | 690    | 0,64        |
| Berthe Ratsimba (4ª), Danièle Hubert (5ª) i Michèle Noulibos (6ª)           | LO                  | 548    | 0,51        |
| Pascal Lesellier (5ª)                                                       | DLR                 | 142    | 0,13        |
| Jean-Claude Laborde (4ª)                                                    | MHAN                | 29     | 0,03        |
| Thierry Richard (4ª)                                                        | PEC                 | 8      | 0,01        |

Segona volta (17 de juny)
La participació va ser del 59,61% i es van registrar un 3,86% de vots blancs i nuls.
| Candidat/a                                                         | Partit/s  | Vots   | Percentatge |
| ------------------------------------------------------------------ | --------- | ------ | ----------- |
| Hervé Lucbreilh (4ª), Jean Grenet (5ª) i Michèle Alliot-Marie (6ª) | UMP       | 56.207 | 55,52       |
| Jean-Pierre Domecq (4ª), Jean Espilondo (5ª) i Sylviane Alaux (6ª) | PS        | 43.807 | 43,27       |
| Jean Lassalle (4ª)                                                 | UDF-MoDem | 1.227  | 1,21        |

## Baixa Navarra
Primera volta (10 de juny)
La participació va ser del 65,03% i es van registrar un 2,12% de vots blancs i nuls.
| Candidat/a                                           | Partit/s            | Vots  | Percentatge |
| ---------------------------------------------------- | ------------------- | ----- | ----------- |
| Hervé Lucbreilh (4ª) i Jean Grenet (5ª)              | UMP                 | 5.784 | 37,03       |
| Jean Lassalle (4ª) i Marie-Hélène Chabaud-Nadin (5ª) | UDF-MoDem           | 4.026 | 25,78       |
| Marie-Léonie Aguergaray (4ª) i Miguel Torre (5ª)     | EHBai               | 2.297 | 14,71       |
| Jean-Pierre Domecq (4ª) i Jean Espilondo (5ª)        | PS                  | 1.793 | 11,48       |
| Bernard Sicre (4ª) i Guy Eneco (5ª)                  | CPNT                | 538   | 3,45        |
| Jenofa Cuisset (4ª) i Martine Bisauta (5ª)           | Les Verts           | 287   | 1,84        |
| Jean Haïra (4ª) i Martine Mailfert (5ª)              | LCR                 | 235   | 1,50        |
| Louis Labadot (4ª) i Marie-José Espiaube (5ª)        | PCF                 | 194   | 1,24        |
| Hélène Barbace (4ª) i Chantal Renou (5ª)             | FN                  | 174   | 1,11        |
| Jean-Marie Puyau (4ª) i Gildas Blandin (5ª)          | La France en action | 96    | 0,62        |
| Jean-Claude Laborde (4ª)                             | MHAN                | 88    | 0,56        |
| Berthe Ratsimba (4ª) i Danièle Hubert (5ª)           | LO                  | 77    | 0,49        |
| Thierry Richard (4ª)                                 | PEC                 | 20    | 0,13        |
| Pascal Lesellier (5ª)                                | DLR                 | 9     | 0,06        |

Segona volta (17 de juny)
La participació va ser del 66,94% i es van registrar un 3,82% de vots blancs i nuls.
| Candidat/a                                           | Partit/s  | Vots  | Percentatge |
| ---------------------------------------------------- | --------- | ----- | ----------- |
| Hervé Lucbreilh (4ª) i Jean Grenet (5ª)              | UMP       | 6.687 | 42,31       |
| Jean Lassalle (4ª) i Marie-Hélène Chabaud-Nadin (5ª) | UDF-MoDem | 5.590 | 35,37       |
| Jean-Pierre Domecq (4ª) i Jean Espilondo (5ª)        | PS        | 3.527 | 22,32       |

## Zuberoa
Primera volta (10 de juny)
La participació va ser del 66,56% i es van registrar un 1,73% de vots blancs i nuls.
| Candidat/a                   | Partit/s            | Vots  | Percentatge |
| ---------------------------- | ------------------- | ----- | ----------- |
| Jean Lassalle (4ª)           | UDF-MoDem           | 2.551 | 29,61       |
| Hervé Lucbreilh (4ª)         | UMP                 | 2.266 | 26,31       |
| Jean-Pierre Domecq (4ª)      | PS                  | 1.409 | 16,36       |
| Louis Labadot (4ª)           | PCF                 | 1.026 | 11,91       |
| Marie-Léonie Aguergaray (4ª) | EHBai               | 796   | 9,24        |
| Bernard Sicre (4ª)           | CPNT                | 171   | 1,98        |
| Jenofa Cuisset (4ª)          | Les Verts           | 118   | 1,37        |
| Hélène Barbace (4ª)          | FN                  | 90    | 1,04        |
| Jean Haïra (4ª)              | LCR                 | 84    | 0,98        |
| Jean-Claude Laborde (4ª)     | MHAN                | 36    | 0,42        |
| Jean-Marie Puyau (4ª)        | La France en action | 30    | 0,35        |
| Berthe Ratsimba (4ª)         | LO                  | 26    | 0,30        |
| Thierry Richard (4ª)         | PEC                 | 11    | 0,13        |

Segona volta (17 de juny)
La participació va ser del 69,16% i es van registrar un 2,82% de vots blancs i nuls.
| Candidat/a              | Partit/s  | Vots  | Percentatge |
| ----------------------- | --------- | ----- | ----------- |
| Jean Lassalle (4ª)      | UDF-MoDem | 3.986 | 45,03       |
| Hervé Lucbreilh (4ª)    | UMP       | 2.527 | 28,55       |
| Jean-Pierre Domecq (4ª) | PS        | 2.339 | 26,42       |

## Conjunt d'Iparralde(els tres territoris)
Primera volta (10 de juny)
La participació va ser del 62,38% i es van registrar un 1,46% de vots blancs i nuls.
| Candidat/a                                                                  | Partit/s            | Vots   | Percentatge |
| --------------------------------------------------------------------------- | ------------------- | ------ | ----------- |
| Hervé Lucbreilh (4ª), Jean Grenet (5ª) i Michèle Alliot-Marie (6ª)          | UMP                 | 57.723 | 43,83       |
| Jean-Pierre Domecq (4ª), Jean Espilondo (5ª) i Sylviane Alaux (6ª)          | PS                  | 28.461 | 21,61       |
| Jean Lassalle (4ª), Marie-Hélène Chabaud-Nadin (5ª) i Roland Machenaud (6ª) | UDF-MoDem           | 17.455 | 13,25       |
| Marie-Léonie Aguergaray (4ª), Miguel Torre (5ª) i Beñat Elizondo (6ª)       | EHBai               | 10.676 | 8,11        |
| Louis Labadot (4ª), Marie-José Espiaube (5ª) i Pierre Batby (6ª)            | PCF                 | 4.109  | 3,12        |
| Jenofa Cuisset (4ª), Martine Bisauta (5ª) i Marie Felices (6ª)              | Les Verts           | 3.354  | 2,55        |
| Jean Haïra (4ª), Martine Mailfert (5ª) i Christine Labrousse (6ª)           | LCR                 | 2.690  | 2,04        |
| Hélène Barbace (4ª), Chantal Renou (5ª) i Henri Chevrat (6ª)                | FN                  | 2.586  | 1,96        |
| Bernard Sicre (4ª), Guy Eneco (5ª) i Pascale Pierret (6ª)                   | CPNT                | 2.134  | 1,62        |
| Jean-Marie Puyau (4ª), Gildas Blandin (5ª) i Jacqueline Desoutter (6ª)      | La France en action | 816    | 0,62        |
| Michel Aguilera (6ª)                                                        | Le Trèfle           | 714    | 0,54        |
| Berthe Ratsimba (4ª), Danièle Hubert (5ª) i Michèle Noulibos (6ª)           | LO                  | 651    | 0,49        |
| Jean-Claude Laborde (4ª)                                                    | MHAN                | 153    | 0,12        |
| Pascal Lesellier (5ª)                                                       | DLR                 | 151    | 0,11        |
| Thierry Richard (4ª)                                                        | PEC                 | 39     | 0,03        |

Segona volta (17 de juny)
La participació va ser del 61,03% i es van registrar un 3,79% de vots blancs i nuls.
| Candidat/a                                                         | Partit/s  | Vots   | Percentatge |
| ------------------------------------------------------------------ | --------- | ------ | ----------- |
| Hervé Lucbreilh (4ª), Jean Grenet (5ª) i Michèle Alliot-Marie (6ª) | UMP       | 65.421 | 51,96       |
| Jean-Pierre Domecq (4ª), Jean Espilondo (5ª) i Sylviane Alaux (6ª) | PS        | 49.673 | 39,46       |
| Jean Lassalle (4ª) i Maire-Hélène Chabaud-Nadin (5ª)               | UDF-MoDem | 10.803 | 8,58        |

Finalment de les circumscripcions que integraven els territoris bascos, van obtenir escó el candidat Jean Lassalle (per la coalició UDF-MoDem) per la 4a circumscripció, Jean Grenet (de l'UMP) per la 5a circumscripció i Michèle Alliot-Marie (també de l'UMP) per la 6a.